# Simo Häyhä
Simo Häyhä (prononcé /ˈsimo ˈhæy̯hæ/), né le 17 décembre 1905 à Rautjärvi et mort le 1er avril 2002 à Hamina,, est un militaire finlandais considéré comme le meilleur tireur d'élite de tous les temps,,,.
Actif durant la guerre d'Hiver (1939-1940) qui voit s’affronter la Finlande et l'Union soviétique, Häyhä est surnommé la « Mort blanche » (en russe : Белая смерть, Belaïa smert ; en finnois : Valkoinen kuolema) par l'Armée rouge. Celle-ci déploie des moyens considérables pour tenter de l'abattre, Häyhä ayant fait dans ses rangs entre 500 et 700 morts,.

## Biographie

### Jeunesse et formation
Simo Häyhä naît dans la petite ville de Rautjärvi, proche de la frontière actuelle avec la Russie, et commence son service militaire en 1925.

### Parcours pendant la guerre
Simo Häyhä combat en tant que tireur d'élite durant la guerre d'Hiver (1939-1940).
Il est crédité de la mort de 505 soldats soviétiques abattus au fusil. Le chiffre non officiel du champ de bataille de Kollaa est de 543 tués par des tirs de précision, auxquels s'ajouteraient environ 200 autres en utilisant un pistolet-mitrailleur Suomi KP31,.
Tous ces morts sont comptabilisés durant les cent jours antérieurs à sa blessure par balle. Avant cette blessure, les Soviétiques tentèrent différentes tactiques, notamment d'autres tireurs d'élite et des bombardements d'artillerie pour l'éliminer. Cependant, le meilleur résultat obtenu ne fut que la déchirure de la veste de Häyhä par un obus à fragmentation, le laissant indemne.

### Matériel et tactiques utilisés

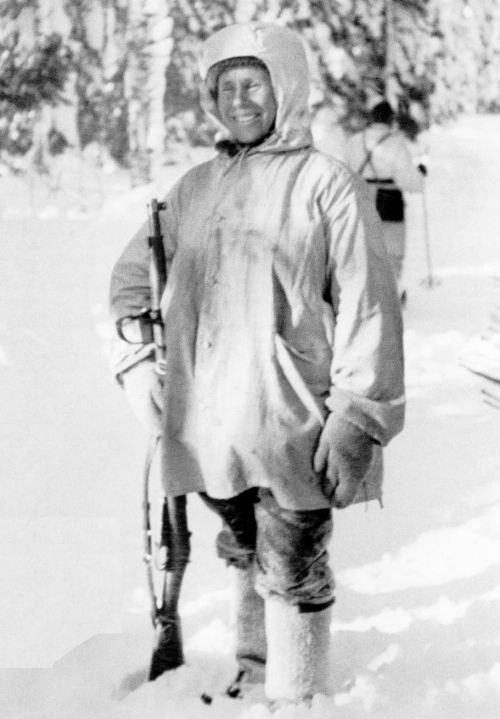
Simo Häyhä après avoir été récompensé par le fusil honorifique Mosin-Nagant « Pystykorva » modèle 28.

Simo Häyhä utilisait le fusil M28 « Pystykorva », une variante finlandaise du fusil Mosin-Nagant soviétique, car l'arme convenait bien à son petit gabarit de 1,52 m. Il préférait ne pas utiliser de lunette de tir de façon à ne s'exposer qu'au minimum — un tireur devant relever la tête lorsqu'il emploie une lunette —, éviter tout problème de réflexion du Soleil pouvant trahir sa position, et éliminer les risques de mauvaise visibilité, de la buée pouvant se former sur une lunette de tir. Il utilisait donc une mire métallique,.
Une autre tactique de Häyhä consistait à compacter la neige devant lui afin que le tir ne la déplace pas, ce qui aurait pu révéler sa position. Il gardait aussi de la neige dans sa bouche pour que la vapeur de sa respiration ne le trahisse pas. Il était capable de rester des heures sans bouger, légèrement enseveli sous la neige, à des températures comprises entre −20 °C et −40 °C, et revêtu d'une tenue de camouflage entièrement blanche.

### Blessure et fin de la guerre

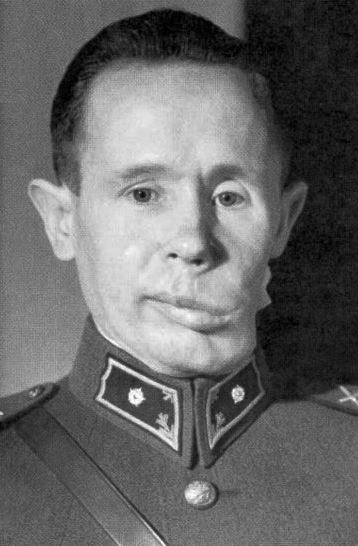
Simo Häyhä en 1940 après avoir été blessé et opéré à la mâchoire.

Le 6 mars 1940, Häyhä reçoit une balle explosive dans la mâchoire. L'explosion arrache une partie de sa mâchoire inférieure, sa bouche étant ouverte. La blessure le plonge dans un profond coma. Il est ramassé par des soldats de son unité qui affirmèrent à son propos « qu'il lui manquait la moitié de la tête ». Il reprend conscience le 13 mars 1940, jour où le cessez-le-feu entre en vigueur. Il faudra quatorze mois d'hospitalisation et plusieurs opérations successives pour que son apparence physique soit stabilisée.
Peu de temps après la guerre, Häyhä est promu du grade de alikersantti (caporal) à celui de vänrikki (sous-lieutenant) par le maréchal Carl Gustaf Emil Mannerheim.

### Après la guerre et fin de vie
Il fallut plusieurs années à Simo Häyhä pour récupérer de ses blessures. La balle qui lui avait écrasé la mâchoire lui avait enlevé la majeure partie de la joue gauche. Néanmoins, il s'est rétabli et est devenu, après la Seconde Guerre mondiale, un chasseur d'orignal et un éleveur de chiens. Il a même chassé avec le président finlandais Urho Kekkonen.
Lors d'un entretien en 1998, à la question de savoir comment il était devenu aussi bon tireur, il répondit : « par la pratique ». Lorsqu'on lui demanda s'il regrettait d'avoir tué tant de gens, il répondit : « Je n'ai fait que mon devoir, et ce que l'on m'avait dit de faire, du mieux que je le pouvais ».
Simo Häyhä passe ses dernières années à Ruokolahti, une petite municipalité située dans le sud de la Finlande, près de la frontière russe. Il meurt en 2002, dans la ville finlandaise de Hamina.

## Dans la culture populaire

### Musique
- La vie de Simo Häyhä est le thème de la chanson White Death du groupe suédois Sabaton.

### Bande dessinée et manga
- Dans le manga Pétales de Réincarnation (Reincarnation no kaben, 2014) de Konishi Mikihisa[11], Simo Häyhä est un personnage secondaire.
- Dans le manga Shiroi Majo - Utsukushiki Sniper (White Witch - Beautiful Sniper, 2015), scénarisé par Nagakawa Naruki et dessiné par Pairan[12], il est le personnage principal.
- Dans le manga Valkyrie Apocalypse (Record of Ragnarok, 2017), scénarisé par Fukui Takumi et Umemura Shinya et dessiné par Ajichika[13], il fait partie des combattants pour l'humanité et affronte Loki[14].
- Dans la série Girls und Panzer - Das Finale, le personnage de Jouko, surnommée « La sorcière blanche », est inspirée de Simo Häyhä[15]
- Dans Fluide glacial Série-Or No 97 (2022), Le petit théâtre des opérations "La Mort blanche". Scénarisé par L'odieux Connard et dessiné par monsieur le chien.

### Jeux vidéo
- Dans Borderlands 2, figure un fusil de précision légendaire nommé « White Death »[16].
- Dans Call of Duty: WWII, le mode de jeu « Zombies » propose un fusil de précision amélioré nommé « White Death ».
- Dans Tom Clancy's The Division 2, un fusil de précision spécifique nommé « The White Death » est accompagné d'un court texte d'ambiance signé « S.H. ».
- Dans Rising Storm 2: Vietnam, un équipement cosmétique nommé « White Death » venant du mod Winter War est disponible à partir du niveau 90 ; l'équipement reprend la tenue porté par Simo Häyhä durant la guerre d'Hiver.
- Dans Tacticool, le meilleur sniper est dénommé « Simo Häyhä ».
- Dans la série de jeux Tekken, Dragunov est surnommé « White Angel of Death », soit « l'Ange blanc de la Mort », en référence à Simo Häyhä[réf. nécessaire].
- Dans le jeu de stratégie World Conqueror 4, Simo Häyhä est un général qui a comme capacité l'attribut « tireur d'élite ».

### Romans
- Dans le roman White Online d'Alekzi, on trouve un « héritage mythique » et un personnage nommés « White Death » ; l'héritage rend immortel et donne du sang-froid.
- Dans La Panthère des neiges de Sylvain Tesson, Simo Häyhä est cité en exemple pour son aptitude à se fondre dans la nature, comme le font aujourd'hui les observateurs ou photographes naturalistes tels Vincent Munier.
- Dans Les Guerriers de l'hiver (2024), d'Olivier Norek, les actions de la sixième compagnie (du 34e régiment de la 12e division (fi) du IVe corps d'armée (fi)) sont narrées, avec notamment Simo Häyhä et son lieutenant atypique Aarne Juutilainen sur le front de Kollaa[17].